# Tru i Tęczowe Królestwo
Tru i Tęczowe Królestwo (ang. True and the Rainbow Kingdom) – serial animowany. Dostępny w serwisie Netflix od 11 sierpnia 2017 roku. 
Spełniająca życzenia, strażniczka Tęczowego Królestwa – Tru, razem z przyjacielem – Bazylim, ratuje sytuację, gdy dzieje się coś złego.

## Obsada (głosy)
- Michela Luci jako Tru

## Lista odcinków

### Sezon I
- 1. Super Duper Dance Party (pol. Superhiperdyskoteka)
- 2. Frookie Sitting (pol. Pilnujemy Frutiego)
- 3. Zappy Cling! (pol. Łapi-czepi)
- 4. Zip Zap Zooooom! (pol. Zi-za-zium!)
- 5. A Royal Stink (pol. Królewski smrodek)
- 6. Great Grizmos (pol. Gryzmolki na medal)
- 7. Wishing Heart Hollow (pol. Jaskinia życzeń)
- 8. The Kittynati (pol. Kitinati)
- 9. Little Helpers (pol. Mali pomocnicy)
- 10. A Berry Big Mystery (pol. Wielka jagodowa zagadka)

### Sezon II
- 11. Princess Grizbot (pol. Księżniczka Gryzbot)
- 12. Hino Tari Hullaballoo (pol. Hino Tari Hullaballoo)
- 13. Queens of the Day & Night (pol. Pani Nocy i Pani Dnia)
- 14. True Switcheroo (pol. Zamieniadło)
- 15. Fee Fi Fo Frookie (pol. Fi Fa Fo Fruti)
- 16. Living Sea (pol. Żywe Morze)
- 17. Cosmic Sneeze (pol. Kosmiczny katar)
- 18. Woo Woo Skyblubbs (pol. Fru Fru Fruwaki)
- 19. Wish Gone Wild (pol. Szalone życzenie)
- 20. Big Mossy Mess (pol. Problematyczny mech)

### Sezon III
- 21. Where's Cumulo? (pol. Gdzie jest Kłębuszka?)
- 22. A Snoozy Sleepover (pol. Senne piżama-party)
- 23. True's Birthday Party (pol. Urodzinowe przyjęcie Tru)